# Mușchi temporal
Mușchiul temporal (latină: musculus temporalis) este un mușchi masticator plat, în formă de evantai, pe partea laterală a capului. Este plasat în fosa temporală, superior arcului zigomatic, astfel încât acoperă o mare parte a osului temporal.

## Origine și inserție
Se inseră pe toată fosa temporală până la linia temporală inferioară și pe fața profundă a fasciei temporale. Fibrele sale converg într-un tendon care se inseră atât pe partea medială a ramurii mandibulei, cât și pe întreg procesul coronoidian. Extensia temporală a corpului adipos se află pe tendonul temporalului, separându-l de arcul zigomatic, apoi se continuă pe marginea anterioară a mușchiului de-a lungul peretelui orbital lateral.

## Structură
Mușchiul temporal variază în grosime de la 5 la 15 mm. Este format din trei părți: superficială, zigomatică și profundă. Porțiunea zigomatică își are originea pe arcul zigomatic și se inseră pe fața laterală a procesului coronoidian. Porțiunea profundă conține fascicule musculare cu originea pe diverse creste de-a lungul feței anterioare a fosei temporale și inserția terminală pe fața internă a procesului coronoidian și triunghiul retromolar; acestea se întrepătrund cu mușchii buccinator, milohioidian și constrictor superior. În trecut, porțiunile zigomatică și profundă au fost considerate burți musculare accesorii, însă s-a demonstrat că acestea sunt parte a mușchiului temporal în ansamblu.

## Inervație și vascularizație
Mușchiul temporal este inervat de nervii temporali profunzi anterior și posterior ramificați din nervul mandibular. Primește sânge de la ramura temporală a arterei maxilare. Vasele de sânge și nervii pornesc împreună din fosa infratemporală și se termină pe fața profundă a mușchiului.

## Funcție
Temporalul este cel mai puternic mușchi al articulației temporomandibulare. Funcțional, mușchiul poate fi divizat în două părți: anterioară și posterioară. Partea anterioară merge aproape vertical și trage mandibula înainte (protruzie). În schimb, fibrele părții posterioare merg aproape orizontal și trag mandibula înapoi (retruzie). Activarea ambilor mușchi deplasează mandibula dorsocranial, ceea ce duce la o închidere puternică a maxilarului (elevație).